# Rhiganthura
Rhiganthura är ett släkte av kräftdjur. Rhiganthura ingår i familjen Expanathuridae.
Kladogram enligt Catalogue of Life:
| Rhiganthura | \| \| Rhiganthura capricornica \| \| \| \| \| \| Rhiganthura spinosa \| \| \| \| |
|             | \| \| Rhiganthura capricornica \| \| \| \| \| \| Rhiganthura spinosa \| \| \| \| |
|             | Coralanthura                                                                     |
|             |                                                                                  |
|             | Eisothistos                                                                      |
|             |                                                                                  |
|             | Expanathura                                                                      |
|             |                                                                                  |
|             | Heptanthura                                                                      |
|             |                                                                                  |
|             | Minyanthura                                                                      |
|             |                                                                                  |
|             | Panathura                                                                        |
|             |                                                                                  |
|             | Rhiganthura capricornica                                                         |
|             |                                                                                  |
|             | Rhiganthura spinosa                                                              |
|             |                                                                                  |

|  | Rhiganthura capricornica |
|  |                          |
|  | Rhiganthura spinosa      |
|  |                          |